# Zebra z klasą
Zebra z klasą (ang. Racing Stripes, 2005) – film familijny/komediowy produkcji RPA i USA w reżyserii Frederika Du Chau. Film stylem przypomina Babe – świnkę z klasą – protagonistyczna, mówiąca zebra walczy o uznanie na farmie w której mieszka.

## Obsada
- Bruce Greenwood – Nolan Walsh
- Hayden Panettiere – Channing Walsh
- Gary Bullock – John Cooper
- Wendie Malick – Clara Dalrymple
- M. Emmet Walsh – Woodzie
- Frankie Muniz – Stripes
- Mandy Moore – Sandy
- Michael Clarke Duncan – Clydesdale
- Joshua Jackson – Trenton’s Pride
- Snoop Dogg – Lightning
- Joe Pantoliano – Goose
- Dustin Hoffman – Tucker
- Whoopi Goldberg – Franny

## Wersja polska
Wersja polska: Master Film na zlecenie MONOLITH FILMS

Reżyseria: Paweł Leśniak

Konsultacja: Artur Tyszkiewicz

Dialogi: Elżbieta Kowalska

Dźwięk: Elżbieta Mikuś

Montaż: Jan Graboś i Gabriela Turant-Wiśniewska

Kierownictwo produkcji: Romuald Cieślak

Wystąpili:
- Maciej Stuhr – Zebra Pasio
- Stanisława Celińska – Koza Frania
- Joanna Węgrzynowska – Klacz Sandy
- Jarosław Boberek – Kogut Mędrek
- Adam Ferency – Kucyk Tadzik
- Jerzy Kryszak – Pelikan "Gęś"
- Danuta Stenka – Klara
- Adam Bauman – Nolan
- Krzysztof Kowalewski – Woodzie
- Tede (Jacek Graniecki) – Mucha Bzyk
- Wujek Samo Zło (Maciej Gnatowski) – Mucha Bździk
- Marcin Przybylski – Perrus Trenton
- Julia Kołakowska – Channing
- Mirosław Zbrojewicz – Sir Trenton
- Marcin Perchuć
- Sławomir Pacek
- Piotr Sobczyński
- Marcin Troński
- Kajetan Lewandowski
- Wit Apostolakis
- Filip Radkiewicz
- Lucyna Malec
- Izabella Bukowska
- Beata Bandurska
- Dariusz Odija